# Rocky Mountain Cup
La Rocky Mountain Cup è un trofeo calcistico conteso annualmente tra i Colorado Rapids e il Real Salt Lake e prende il nome dalla vicinanza di entrambe le città in cui le franchigie hanno sede, Denver e Salt Lake City, alle Montagne Rocciose. La coppa esiste dalla stagione 2005 della Major League Soccer, anno in cui la franchigia dello Utah si è unita alla lega.

## Formula
Il trofeo viene assegnato alla squadra che ha ottenuto più punti negli scontri diretti durante la stagione regolare di MLS. In caso di pareggio nella serie, la coppa va alla squadra che ha segnato più reti negli scontri diretti stagionali e, dal 2019, in caso di ulteriore parità, a chi ha marcato il maggior numero di gol in trasferta. Qualora anche in questo caso vi sia una situazione di equilibrio, il trofeo viene mantenuto dall'ultimo vincitore.

## Vincitore per anno
| Anno | Vincitore       | Punteggio | Reti totali |
| ---- | --------------- | --------- | ----------- |
| 2005 | Colorado Rapids | 9-3       | 5-2         |
| 2006 | Colorado Rapids | 7-4       | 5-6         |
| 2007 | Real Salt Lake  | 7-4       | 3-3         |
| 2008 | Real Salt Lake  | 4-4       | 3-3         |
| 2009 | Real Salt Lake  | 4-4       | 4-3         |
| 2010 | Real Salt Lake  | 2-2       | 3-3         |
| 2011 | Real Salt Lake  | 4-1       | 1-0         |
| 2012 | Real Salt Lake  | 6-3       | 4-1         |
| 2013 | Colorado Rapids | 5-2       | 4-3         |
| 2014 | Real Salt Lake  | 9-0       | 8-2         |
| 2015 | Colorado Rapids | 4-4       | 4-3         |
| 2016 | Real Salt Lake  | 6-3       | 3-2         |
| 2017 | Real Salt Lake  | 6-3       | 6-3         |
| 2018 | Real Salt Lake  | 7-1       | 11-2        |
| 2019 | Real Salt Lake  | 6-0       | 5-2         |
| 2020 | Colorado Rapids | 4-4       | 6-4         |
| 2021 | Real Salt Lake  | 6-3       | 7-3         |

La regola dei gol in trasferta è stata implementata solamente a partire dalla stagione 2019.

## Statistiche
Aggiornate al 16 ottobre 2021.

### Incontri
|                        | Vittorie Rapids | Pareggi | Vittorie RSL | Reti Rapids | Reti RSL |
| ---------------------- | --------------- | ------- | ------------ | ----------- | -------- |
| Stagione Regolare MLS  | 15              | 11      | 24           | 51          | 76       |
| MLS is Back Tournament | 0               | 0       | 1            | 0           | 2        |
| U.S. Open Cup          | 2               | 0       | 0            | 3           | 1        |
| Totale                 | 17              | 11      | 25           | 54          | 79       |

### Titoli
| Squadra         | Campionati MLS | Supporters' Shield | U.S. Open Cup | CONCACAF Champions League | Totale |
| --------------- | -------------- | ------------------ | ------------- | ------------------------- | ------ |
| Colorado Rapids | 1              | 0                  | 0             | 0                         | 1      |
| Real Salt Lake  | 1              | 0                  | 0             | 0                         | 1      |